# Pāyandeh
Pāyandeh (persiska: پاينده) är en ort i Iran.   Den ligger i provinsen Hamadan, i den nordvästra delen av landet, 230 km väster om huvudstaden Teheran. Pāyandeh ligger 1 865 meter över havet och antalet invånare är 429.
Terrängen runt Pāyandeh är platt åt nordväst, men åt sydost är den kuperad.Runt Pāyandeh är det ganska glesbefolkat, med 47 invånare per kvadratkilometer. Närmaste större samhälle är Razan, 17,5 km öster om Pāyandeh. Trakten runt Pāyandeh består i huvudsak av gräsmarker.